# C-4 (вибухова речовина)

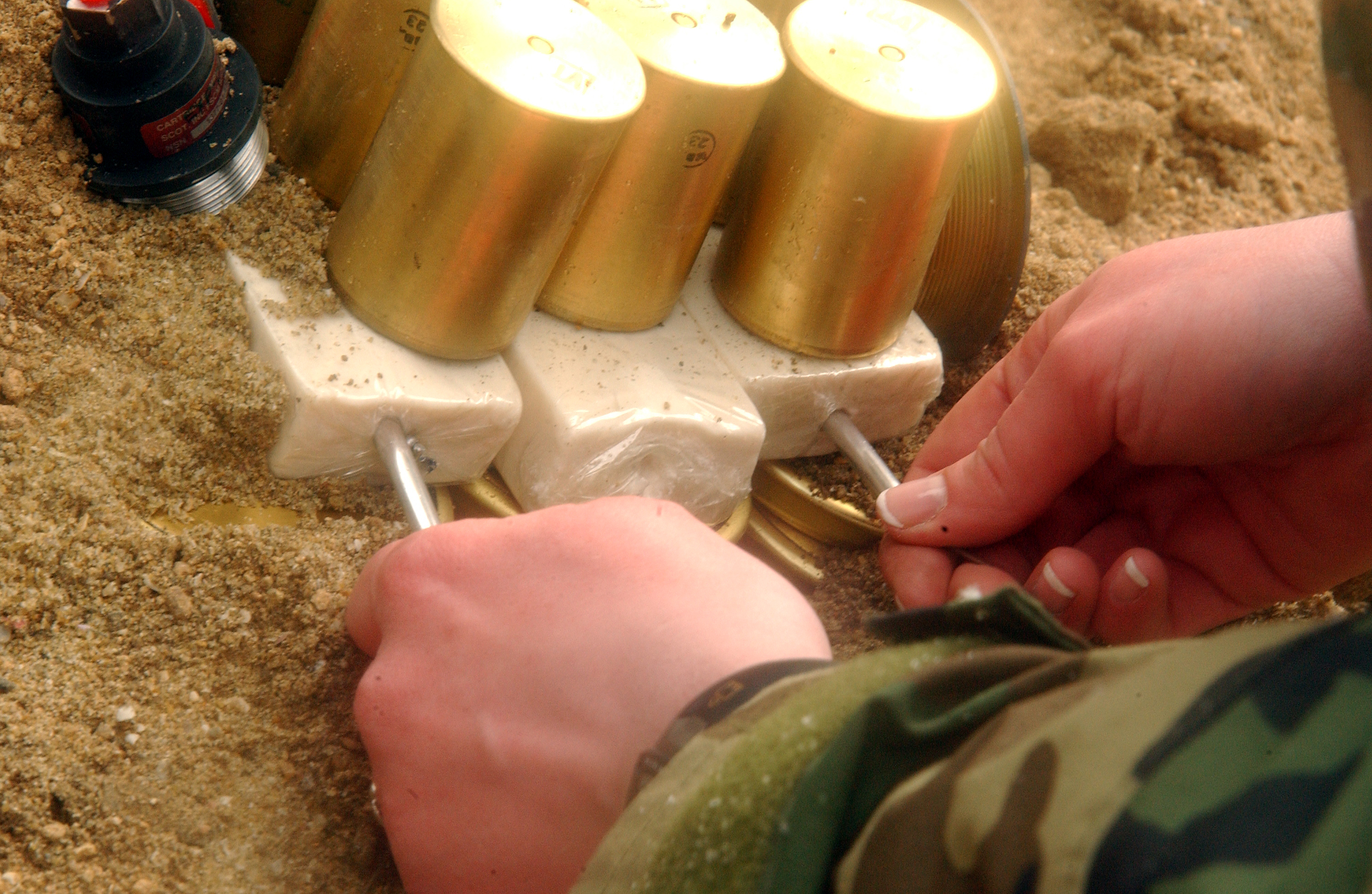
Підготовка заряду C4

C4 — поширений в США різновид пластичних вибухових речовин. В українській мові назва зазвичай використовується у формах сі-чотири та сі-фор.

## Історія
Цей хімічний склад був розроблений в 1960-х як поліпшення вибухівки, що застосовувалася в Другій світовій війні і складалася з гексогену, мінеральної оливи, лецитину та схожих на пластичні вибухових речовин. C4 входить до групи з позначенням C, в яку також входять пластичні вибухові речовини C2 і C3, що містять різні кількості гексогену.
Іноді стверджується, що позначення «C» означає композицію (composition) і назва складу є абревіатурою від Composition 4. Проте, це неправильно, оскільки термін «composition» використовувався для будь-якого стабільного вибухового складу і існувала вибухівка з назвами «Composition A» і «Composition B».
Суміш була розроблена близько 1950 року в Арсеналі Пікатінні (англ. Picatinny Arsenal) Карлом Г. Оттосоном (англ. Karl G. Ottoson), для заміни суміші C-3. Технологія промислового виробництва C4 була розроблена в 1956 році.

## Властивості
Вибухова суміш C-4 має світло-коричневий колір та консистенцію м'якої глини. Зберігає пластичність в діапазоні температур від −57 °C до +77 °C. Завдяки гарним властивостям суміш C-4 майже повністю витіснила решту сумішей C. В чистому вигляді не має запаху та не є токсичною, оскільки не містить арильних нітросполук. Однак, при спалюванні виділяє отруйні випари.
До складу C-4 входять:
- гексоген — близько 91 % за масою
- полімерний зв'язник — поліізобутилен (бутилкаучук) — 2,1 %,
- пластифікатор — ди-(2-етилгексил)-себацинат або диоктилсебацинат — 5,3 %,
- моторна олива специфікації SAE 10 — 1,6 %.

Оскільки отримана в такий спосіб суміш не матиме запаху, в її склад додається хімічна мітка (наприклад, 2,3-диметил-2,3-динитробутан) для визначення типу вибухової речовини і його походження.
Виготовлення C4 проводиться шляхом змішування гексогену з розчином решти компонентів у відповідному розчиннику. Потім розчинник випаровується, а суміш висушується.
Склад C4 широко відомий своєю пластичністю. Він може заповнювати щілини в будівлях і конструкціях і приймати будь-яку бажану форму. Крім того, C4 відомий своєю надійністю і стабільністю. Чутливість до удару — 48 см (тротил 90-100 см) для вантажу 2 кг. Надійним способом викликати вибух є застосування електродетонатора чи капсуля-детонатора.
Бризантність суміші дорівнює 116 % тринітротолуолу. Може бути зім'ята вручну до щільності 1,58—1,60 г/c³. Швидкість детонації дорівнює 8050 м/с при кімнатній температурі.

## Використання
Використовується як звичайна промислова вибухівка, в деяких випадках під водою, а також, як вибуховий заряд в деяких ракетах.

### Україна
13 квітня 2022 року Пентагон оприлюднив подробиці нового пакету матеріально-технічної допомоги Україні до складу якої увійшла певна кількість вибухівки С-4 та обладнання для розмінування.